# Standardisiertes Inzidenzverhältnis
Das standardisierte Inzidenzverhältnis (standard incidence ratio, SIR) bzw. das standardisierte Mortalitätsverhältnis (standardized mortality ratio, SMR) beziffert die  Inzidenz- oder Mortalitätsrate einer betrachteten Kohorte in Bezug auf die Gesamtbevölkerung. Es ist ein indirektes Standardisierungsverfahren und gibt das Verhältnis der beobachteten Rate an Ereignissen in der Indexpopulation zur erwarteten Rate an Ereignissen an. Die erwartete Rate berechnet sich dabei als {\displaystyle \textstyle \sum _{i}n_{i}R_{i}\displaystyle }, wobei {\displaystyle n_{i}} die Anzahl an Personen in Kategorie {\displaystyle i} in der Indexpopulation und {\displaystyle R_{i}} die entsprechende kategoriespezifische Ereignisrate darstellt.
Die altersspezifische Inzidenz oder Mortalität eines geeigneten Vergleichsgebiets wird mit den altersspezifischen Bevölkerungszahlen des Studiengebietes multipliziert und diese über die Altersgruppen anschließend summiert, sodass man eine erwartete Zahl von Fällen erhält. Diese wird dann in Beziehung zu den beobachteten Fällen gesetzt. Zum Beispiel wären in der ehemaligen Samtgemeinde Asse bezogen auf die Leukämiehäufigkeit des gesamten ehemaligen Regierungsbezirks Braunschweig 8,3 Leukämiefälle zu erwarten gewesen. Beobachtet wurden 18, sodass SIR = 18/8,3 = 2,17, also das 2,17fache der erwarteten Fälle festgestellt wird. Ein SIR-Wert von 1,0, wie z. B. im Gebiet der ehemaligen Samtgemeinde Schöppenstedt beobachtet, bedeutet, dass genau so viele Fälle auftraten, wie erwartet wurden. Die Vergleichszahlen sollten aus einer vergleichbaren, aber möglichst großen Region und den gleichen Erkrankungsjahren stammen.